# CYCOM
CYCOM staat voor: Cycle Computer.
Dit is een digitaal dashboard voor de Yamaha TR 1 motorfiets voor de Amerikaanse markt, later hier gebruikt op de XJ 750 (1982). DYCOM controleert bijvoorbeeld de stand van de jiffy, het accuniveau, de remvloeistof, het oliepeil en de werking van het achterlicht.